# ميخائيل بيريز أورتيز
ميخائيل بيريز أورتيز (بالإسبانية: Michael Pérez Ortíz) (14 فبراير 1993 في المكسيك - ) هو لاعب كرة قدم مكسيكي في مركز الوسط، شارك في كرة القدم في الألعاب الأولمبية الصيفية 2016. وشارك مع منتخب المكسيك تحت 23 سنة لكرة القدم. أما مع النوادي، فقد لعب مع نادي غوادالاخارا وCoras FC ‏.

## وصلات خارجية
- ميخائيل بيريز أورتيز على موقع قاعدة بيانات كرة القدم.إي يو (الإنجليزية)
- ميخائيل بيريز أورتيز على موقع Soccerway.com (الإنجليزية)
- ميخائيل بيريز أورتيز على موقع اللجنة الأولمبية الدولية (الإنجليزية)
- ميخائيل بيريز أورتيز على موقع أوليمبيديا (الإنجليزية)
- ميخائيل بيريز أورتيز على موقع AS.com (الإسبانية)